# Cissus longicymosa
Cissus longicymosa är en vinväxtart som beskrevs av Lombardi. Cissus longicymosa ingår i släktet Cissus och familjen vinväxter. Inga underarter finns listade i Catalogue of Life.